# Telamon
Telamon (altgriechisch Τελαμών Telamṓn) war in der griechischen Mythologie König von Salamis und Sohn des Aiakos, des Königs von Ägina und der Endeis. Außerdem war er ein Bruder von Peleus, des Königs von Phthia.

## Leben
Telamon begleitete Jason als einer der Argonauten und nahm an der Jagd auf den kalydonischen Eber teil. Nachdem sie ihren Halbbruder Phokos ermordet hatten, mussten Telamon und Peleus Aegina verlassen. König Kychreus von Salamis nahm Telamon gastfreundlich auf. Telamon heiratete Eeriboia, mit der er Ajax den Großen zeugte.
Telamon wird in beiden Versionen der Eroberung Trojas durch Herakles erwähnt, die zeitlich vor dem Trojanischen Krieg angesiedelt ist. In einer Version wird Troja von König Laomedon, in der anderen von Tros regiert. In beiden Versionen entsandte Poseidon ein Meeresungeheuer zum Angriff auf Troja.
- In der Version mit König Tros willigt Herakles zusammen mit Telamon und Oikles ein, das Ungeheuer zu töten, wenn Tros ihm die Pferde gebe, die er von Zeus als Ausgleich für Zeus’ Raub des Ganymed erhalten hatte. Tros stimmte zu; Herakles tötete das Ungeheuer und Telamon heiratete Hesione, die Tochter Tros’, die ihm Teukros gebar.

- In der Version mit König Laomedon plante dieser, seine Tochter Hesione dem Poseidon zu opfern, um ihn zu beschwichtigen. Herakles rettete sie in letzter Minute, tötete das Ungeheuer sowie Laomedon und dessen Söhne außer Ganymed, der auf dem Olymp weilte, und Podarkes, der sein Leben rettete, indem er Herakles das Goldene Vlies der Hesione übergab. Telamon nahm Hesione als Kriegsbeute und heiratete sie, und sie gebar Teukros, den Halbbruder und Kampfgefährten des Großen Ajax. Später machte Kychreus Telamon zum Herren seines Königreichs.

Im Trojanischen Krieg kämpften Telamons Söhne Ajax und Teukros auf der Seite der Griechen. Nach Ajax’ Selbstmord wurde Teukros der Erzieher von Ajax’ und Tekmessas Sohn Eurysakes. Als Teukros mit Eurysakes nach Salamis zurückkehrte, vertrieb Telamon Teukros, weil er den Tod seines Bruders nicht gerächt hatte. Nachfolger Telamons als König von Salamis wurde Eurysakes.
Telamon konnte sich dem Zorn des Herakles darüber, dass er (und nicht Herakles) als Erster die Mauern Troias erstieg, nur dadurch entziehen, dass er in Windeseile aus den Mauerresten einen Altar zu Ehren des Herakles errichtete.
Möglicherweise ist er dadurch Namensgeber der schon von den Etruskern verwendeten anthropomorphen Stützpfeiler in der Architektur geworden, die noch öfter als Atlanten bezeichnet werden.